# Systropus concavus
Systropus concavus är en tvåvingeart som beskrevs av Yang 1998. Systropus concavus ingår i släktet Systropus och familjen svävflugor. Inga underarter finns listade i Catalogue of Life.